# 卡尼古峰
卡尼古峰（法語：Canigou，發音：[kaniɡu]，發音：[kəniˈɣo]，本地發音：[kəniˈɣu]）是法国南部比利牛斯山的一座山峰，海拔2784米，距海不到50千米。由于卡尼古峰山体陡峭且靠近海岸，直到18世纪其都被认为是比利牛斯山最高的山峰。
卡尼古峰位于南北加泰罗尼亚之间，对加泰隆尼亞人具有象征意义，有时被视为加泰罗尼亚人的“圣山”。